# Aeroportul La Sarre
Aeroportul La Sarre (IATA: SSQ) este un aeroport din La Sarre⁠(d), Abitibi-Ouest⁠(d), Abitibi-Témiscamingue⁠(d), Provincia Québec, Canada.
Situat la o altitudine de 319 m, aeroportul dispune de o singură pistă.